# 古我信生
古我 信生（こが のぶお、1925年 - 2005年11月19日）は、東京都出身の元レーシングドライバー、自動車評論家。日本における「カーレーサーの草分け的存在」「日本モータースポーツのパイオニア」と呼ばれる。

## 経歴
1959年第1回日本アルペンラリーで優勝。1961年よりリエージュ＝ソフィア・ラリーに参加、1963年にはホンダ・S500で参加したが、この時はペアを組んだ鈴木義一が事故死している。1963年の第1回日本グランプリでは審判部長を務めた。1965年、ニュルブルクリンク82時間耐久レースにホンダ・S600で出場、クラス優勝を果たした。
1980年代より「ミスター・ル・マン」と呼ばれる寺田陽次郎は、18歳で彼がレーサーを志望し上京してきた直後から弟子となった古我の門下生である。